# Georges Wilson
Georges Wilson (Champigny-sur-Marne, 16 ottobre 1921 – Rambouillet, 3 febbraio 2010) è stato un attore e regista francese.

## Biografia
Di padre francese e madre irlandese, adottò legalmente il cognome materno e non volle mai rendere pubblico l'originario cognome paterno. Allievo di Pierre Renoir, Wilson esordì nel 1947 e, dopo il fortunato incontro con l'attore Gérard Philipe, all'inizio degli anni cinquanta si affermò con successo sulle scene del Théâtre National Populaire, prima come stretto collaboratore di Jean Vilar, poi, dopo le dimissioni di quest'ultimo, come direttore, carica che ricoprì dal 1963 al 1973.
Numerosi in quegli anni i suoi impegni sul palcoscenico, sia al Théâtre National Populaire che altrove, che tuttavia non gli impedirono di affermarsi come interprete caratterista di classe sugli schermi cinematografici: in Francia interpretò lo smemorato vagabondo in L'inverno ti farà tornare (1961) e un re libertino in Blanche, un amore proibito (1971); in Italia impersonò l'anziano e sornione insegnante antifascista in Il federale (1961), che condivide un lungo viaggio in motocarrozzetta con il graduato della milizia Primo Arcovazzi (Ugo Tognazzi), cui seguirono Il disordine (1962), La noia (1963), Lo straniero (1967), L'istruttoria è chiusa: dimentichi (1971), L'età della pace (1974) e Nudo di donna (1981). Nel 1982 partecipò alla miniserie televisiva La Certosa di Parma.
Dopo un paio di regie televisive, scrisse e diresse il film La donna del lago maledetto (1989), dall'omonimo romanzo di Marcel Aymé, interpretato dal figlio Lambert.

## Filmografia

### Cinema
- La giumenta verde (La jument verte), di Claude Autant-Lara (1959)
- I dialoghi delle Carmelitane (Les dialogues des Carmélites), regia di Philippe Agostini e Raymond Leopold Bruckberger (1960)
- Gioventù nuda (Terrain vague), regia di Marcel Carné (1960)
- La rapina di Montparnasse (Le caïd), regia di Bernard Borderie (1960)
- Don Giovanni '62 (Le farceur), regia di Philippe de Broca (1961)
- L'inverno ti farà tornare (Une aussi longue absence), regia di Henri Colpi (1961)
- Il federale, regia di Luciano Salce (1961)
- Tintin et le mystère de la toison d'or, regia di Jean-Jacques Vierne (1961)
- La Gourmandise, episodio de I sette peccati capitali (Les sept péchés capitaux), regia di Philippe de Broca (1962)
- Il disordine, regia di Franco Brusati (1962)
- La notte del peccato (Léviathan), regia di Léonard Keigel (1962)
- Vento caldo di battaglia (Les carillons sans joie), regia di Charles Brabant (1962)
- Tes père et mère honoreras, episodio di Le tentazioni quotidiane (Le diable et les dix commandements), regia di Julien Duvivier (1962)
- Il giorno più lungo (The Longest Day), regia di Ken Annakin, Andrew Marton e Bernhard Wicki (1962)
- Le quattro giornate di Napoli, regia di Nanni Loy (1962)
- L'indomabile (Mandrin), regia di Jean-Paul Le Chanois (1962)
- La noia, regia di Damiano Damiani (1963)
- Colpo grosso al casinò (Mélodie en sous-sol), regia di Henri Verneuil (1963)
- Pelle d'oca (Chair de poule), regia di Julien Duvivier (1963)
- Confetti al pepe (Dragées au poivre), regia di Jacques Baratier (1963)
- Faccio saltare la banca (Faites sauter la banque!), regia di Jean Girault (1964)
- Joe mitra (Lucky Joe), regia di Michel Deville (1964)
- Un mondo nuovo (Un monde nouveau), regia di Vittorio De Sica (1966)
- Lo straniero, regia di Luchino Visconti (1967)
- C'era una volta, regia di Francesco Rosi (1967)
- Beatrice Cenci, regia di Lucio Fulci (1969)
- Blanche, un amore proibito (Blanche), regia di Walerian Borowczyk (1971)
- Il commissario Pelissier (Max et les Ferrailleurs), regia di Claude Sautet (1971)
- L'istruttoria è chiusa: dimentichi, regia di Damiano Damiani (1971)
- Il generale dorme in piedi, regia di Francesco Massaro (1972)
- La violenza: quinto potere, regia di Florestano Vancini (1972)
- Non si sevizia un paperino, regia di Lucio Fulci (1972)
- ...e di Shaúl e dei sicari sulle vie da Damasco e..., regia di Gianni Toti (1973)
- Sono stato io!, regia di Alberto Lattuada (1973)
- I tre moschettieri (The Three Musketeers), regia di Richard Lester (1973)
- L'età della pace, regia di Fabio Carpi (1974)
- I cinesi a Parigi (Les chinois à Paris), regia di Jean Yanne (1974)
- Il montone infuriato (Le mouton enragé), regia di Michel Deville (1974)
- Lo schiaffo (La Gifle), regia di Claude Pinoteau (1974)
- Ecco noi per esempio..., regia di Sergio Corbucci (1977)
- L'Apprenti salaud, regia di Michel Deville (1977)
- Disavventure di un commissario di polizia (Tendre Poulet), regia di Philippe de Broca (1978)
- Les ringards, regia di Robert Pouret (1978)
- Lady Oscar, regia di Jacques Demy (1979)
- Au bout du bout du banc, regia di Peter Kassovitz (1979)
- Cserepek, regia di István Gaál (1980)
- Le bar du téléphone, regia di Claude Barrois (1980)
- Le cheval d'orgueil, regia di Claude Chabrol (1980) (voce)
- Asphalte, regia di Denis Amar (1981)
- Les fruits de la passion, regia di Shūji Terayama (1981) (voce)
- Nudo di donna, regia di Nino Manfredi (1981)
- L'Honneur d'un capitaine, regia di Pierre Schoendoerffer (1982)
- Itinéraire bis, regia di Christian Drillaud (1983)
- Tangos - L'esilio di Gardel (El exilio de Gardel: Tangos), regia di Fernando Ezequiel Solanas (1985)
- Gandahar, regia di René Laloux (1988) (voce)
- La passion de Bernadette, regia di Jean Delannoy (1989)
- Le château de ma mère, regia di Yves Robert (1990)
- La tribu, regia di Yves Boisset (1991)
- Mayrig, regia di Henri Verneuil (1991)
- Cache Cash, regia di Claude Pinoteau (1994)
- Marie de Nazareth, regia di Jean Delannoy (1995) (voce)
- Marquise, regia di Véra Belmont (1997)
- Les Destinées sentimentales, regia di Olivier Assayas (2000)
- Je ne suis pas là pour être aimé, regia di Stéphane Brizé (2005)
- Nemico pubblico N. 1 - L'ora della fuga (Mesrine: L'Ennemi public nº 1), regia di Jean-François Richet (2008)

### Televisione
- La nuit des rois (1957)
- La caméra explore le temps (1 episodio, 1958)
- Une nuit orageuse (1959)
- Merlusse (1965)
- Le voleur d'enfants (1967)
- Sous le soleil de Satan (1971)
- Frédéric II (1972)
- Les jardins du roi (1974)
- La dernière carte (1974)
- Il giovane Garibaldi (1974)
- Léopold le bien-aimé (1975)
- La rôtisserie de la reine Pédauque (1975)
- Les Rosenberg ne doivent pas mourir (1975)
- Le prix (1975)
- Die unfreiwilligen Reisen des Moritz August Benjowski (1975)
- L'autre rive (1976)
- Rossel et la commune de Paris (1977)
- Madame le juge (1 episodio, 1978)
- La lumière des justes (1979)
- Les aiguilleurs (1980)
- La Certosa di Parma (1981)
- Frère Martin (1981)
- L'homme des rivages (1981)
- Emmenez-moi au théâtre: Chêne et lapins angora (1982)
- Emmenez-moi au théâtre: Un habit pour l'hiver (1982)
- Parole e sangue (1982)
- L'homme de la nuit (1983)
- Christmas Carol (1984)
- Sarah et le cri de la langouste (1985)
- Entre chats et loups (1985)
- Quo vadis? (1985)
- Florence ou La vie de château (1 episodio, 1987)
- Un siciliano in Sicilia (1987)
- Bonjour maître (1987)
- L'huissier (1991)
- Mayrig (1993)
- Jeanne d'Arc au bûcher (1993)
- L'aigle et le cheval (1994)
- L'affaire Dreyfus (1995)
- Viens jouer dans la cour des grands (1997)
- Dalla Terra alla Luna (From the Earth to the Moon) (1998)
- Jeanne et le loup (1998)
- Dolmen (2005)

## Doppiatori italiani
- Emilio Cigoli in Beatrice Cenci, L'inverno ti farà tornare
- Gianrico Tedeschi in Il generale dorme in piedi, Ecco noi per esempio...
- Corrado Gaipa in Lo straniero, Le quattro giornate di Napoli
- Augusto Marcacci in Il federale
- Renato Turi in Le tentazioni quotidiane
- Roberto Bertea in Faccio saltare la banca
- Bruno Persa in L'istruttoria è chiusa: dimentichi
- Sergio Graziani in ...e di Shaúl e dei sicari sulle vie da Damasco e...
- Glauco Onorato in Il giovane Garibaldi
- Giorgio Piazza in Quo vadis?
- Omero Antonutti in Nemico pubblico N. 1 - L'ora della fuga
- Antonio Guidi in La certosa di Parma